# Gentianella decumbens
Gentianella decumbens är en gentianaväxtart som beskrevs av Glenny. Gentianella decumbens ingår i släktet gentianellor, och familjen gentianaväxter. Inga underarter finns listade i Catalogue of Life.